# Никита Халкидонски
Свети Никита Исповедник је био епископ халкидонски. 
У младости се одрекао света и удаљио на подвиг монашки. Запажен је од црквених старешина и постављен на место архијереја у Халкидону. Као архијереј је био нарочито милостив према беднима, и старао се много о сирочићима и о удовицама. Када је цар Лав Јерменин устао против икона, Никита је стао у одбрану икона, обличавајући цара и објашњавајући значај икона. Због тога је претрпео многа понижења, озлобљења и тамновања. Најзад је протеран у изгнанство где је и преминуо.
Српска православна црква слави га 28. маја по црквеном, а 10. јуна по грегоријанском календару.